# Mossy River (Winnipegosissee)
Der Mossy River ist ein knapp 35 km langer Zufluss des Winnipegosissees in der kanadischen Provinz Manitoba.

## Verlauf
Der Mossy River bildet den Abfluss des Dauphin Lake zum nördlich gelegenen See Winnipegosissee im Westen von Manitoba. Er fließt in nördlicher Richtung und erreicht bei Winnipegosis das Südwestufer des Winnipegosissees. Am Ausfluss aus dem Dauphin Lake wird der Abfluss durch den 1964 errichteten Mossey River Dam reguliert. Der Fluss verläuft auf seiner Strecke innerhalb der Landgemeinde (rural municipality) Mossey River. Der Fluss entwässert ein Areal von etwa 9700 km². Dabei weist er ein Gefälle von etwa 8,2 m auf. Der mittlere Abfluss (MQ) beträgt etwa 13,8 m³/s. Bei der Siedlung Fork River überquert die Manitoba Provincial Road 269 den Fluss. 3 km südlich von Winnipegosis kreuzt die Manitoba Provincial Road 364 den Fluss.